# Morpho bilineatus
Morpho bilineatus är en fjärilsart som beskrevs av Le Moult 1926. Morpho bilineatus ingår i släktet Morpho och familjen praktfjärilar. Inga underarter finns listade i Catalogue of Life.